# Västra Frölunda Idrottsförening
O Västra Frölunda Idrottsförening, ou simplesmente Västra Frölunda IF, é um clube de futebol da Suécia fundado em  1930. Sua sede fica localizada em Göteborg.